# John Bower
Pour les articles homonymes, voir Bower.
John Bower, né le 8 novembre 1940 à Lewiston (Maine) et mort le 6 juin 2017 à Park City (Utah), est un coureur du combiné nordique et fondeur américain.

## Biographie
John Bower étudie au Middlebury College, avec lequel il remporte un titre NCAA en 1961. Il rejoint l'armée américaine en 1963, année où il remporte son premier titre de champion des États-Unis (aussi en 1966, 1967 et 1968).
Il prend part aux Jeux olympiques d'hiver de 1964 et de 1968, terminant respectivement quinzième et treizième en combiné. Il fait partie du relais de ski de fond à chaque fois, mais ne finit pas dans le top dix. Entre-temps, en 1967, il complète un master au Springfield College. Son plus grand succès en carrière est sa victoire en combiné au Festival de ski d'Holmenkollen 1968, faisant de lui le premier non-européen à gagner la course de référence de ce sport. Il prend sa retraite sportive peu après et devient entraîneur au Middlebury College, avant d'être à la tête de l'équipe américaine de ski nordique entre 1975 et 1980, ainsi que entre 1988 et 1990. Il devient le premier directeur de l'Utah Olympic Park à Park City entre 1990 et 1999, site qui accueille les Jeux olympiques en 2002.
Son fils Rick Bower est un snowboardeur à succès.

## Palmarès

### Jeux olympiques
| Épreuve / Édition  | Innsbruck 1964 | Grenoble 1968 |
| Combiné nordique   | 15e            | 13e           |
| Ski de fond Relais | 13e            | 12e           |

Les Jeux olympiques comptent également comme championnats du monde sauf pour le combiné nordique.